# こぐまのくうぴいシリーズ
「こぐまのくうぴいシリーズ」は、なかやみわによる絵本作品。

## 概要
くうぴいとその仲間たちの日常を描いた教育絵本。

## 登場キャラクター

### 主人公
くうぴい
このシリーズの主人公。黄色の小熊の男の子。一人称は「ぼく」。
基本の服装は赤と白のボーダー柄のノースリーブのシャツと紺色の長ズボンを着用している。好きな食べ物はホットケーキ。

### くうぴいの家族
ママ
くうぴいの母親。服装はオレンジ色と白のボーダー柄のノースリーブと赤いロングスカートを着用している。
パパ
くうぴいの父親。服装は淡い青色と白のボーダー柄のTシャツと青い長ズボンを着用している。
おじいちゃん
くうぴいの祖父。服装は黄緑色の長袖のシャツとこげ茶色の長ズボンを着用している。
おばあちゃん
くうぴいの祖母。服装は白いブラウスとサーモンピンクのロングスカートを着用し、そのロングスカートと同色の帽子を被っている。

### くうぴいの友達
らみいちゃん
くうぴいのガールフレンド。ピンク色のウサギの女の子。一人称は「わたし」。
服装は赤いドッド柄のワンピースを着用し、左耳には2つの赤いビーズの飾りをつけている。
わんきちくん
明るい茶色のイヌの男の子。一人称は「ぼく」。
服装は黄緑と白のストライプ柄のノースリーブのシャツと空色の長ズボンを着用。
にゃっとくん
オレンジ色のネコの男の子。一人称は「ぼく」。
服装は黄色と白の太めのボーダー柄のノースリーブのシャツと赤い長ズボンを着用。
ガーグさん
白いアヒルの女の子。一人称は「わたし」。
服は着用していない。
ちゅうちゃん
青に近い水色のネズミの女の子。
服装はピンクとしろのチェック柄のワンピースを着用。大きさは人間でいえば手のりサイズくらい。

### くうぴいの友達の家族
らみいちゃんのママ
らみいちゃんの母親。白と水色のノースリーブの襟付きワンピースを着用している。

### ゲストキャラクター
ばいきんトリオ
三人組の黴菌。
きらきらちゃん

## 絵本リスト
- 「おはよう くうぴい」
- 「すき すき はみがき」
- 「ぱくぱく くうぴい」
- 「おふろで あわあわ」
- 「おやすみ くうぴい」
- 「トイレですっきり」
- 「えらいね くうぴい」
- 「なかよく じゅんばん」
- 「あぶない!くうぴい」
- 「きをつけなくちゃ!」
- 「くうぴいだいすき!」
- 「くうぴいときらきらちゃん」